# Hoplosmia larochei
Hoplosmia larochei là một loài Hymenoptera trong họ Megachilidae. Loài này được Tkalcu mô tả khoa học năm 1993.